# Nisís Áyios Yeóryios (ö i Grekland, Grekiska fastlandet)
Nisís Áyios Yeóryios är en ö i Grekland.   Den ligger i regionen Grekiska fastlandet, i den centrala delen av landet, 120 km väster om huvudstaden Aten.